# Unified Video Decoder
Unified Video Decoder, dříve označovaný jako Universal Video Decoder, zkráceně UVD je dekodér videa od společnosti AMD. Umožňuje hardwarové dekódování video kodeků H.264 a VC-1. Je součástí technologie ATI Avivo HD.
UVD nyní (Q1 2011) podporuje pouze DXVA (DirectX Video Acceleration) API specifikace pro Microsoft Windows a Xbox 360 platformu.

## Funkce
Schopnost přehrávat HD videa (filmy) na nosičích Blu-ray a HD-DVD s minimálním vytížením procesoru (CPU).
UVD je obdoba PureVidea HD.

## Podpora
UVD je podporování na operačním systému Windows od vydání technologie a na linuxu od října 2008.
UVD se nalézá na grafických kartách ATI Radeon série HD 2000, vyjma série HD 2900 a na grafických kartách ATI Radeon série HD 3000. Podobně je tomu i u NVIDIA, zde nalezneme PureVideo HD na grafických kartách NVIDIA GeForce série 8400, 8500, 8600 a 8800 (G92).
Grafické karty ATI Radeon série 2400 a NVIDIA GeForce série 8400 nedosahují při přehrávání HD obsahu kvalit výkonnějších modelů.
PureVideo HD nenabízí úplnou akceleraci VC-1 a má tak vyšší nároky na CPU při jeho dekódování.
Nejnovější generací s podporou UVD je GPU R900.

## Historie

### UVD 3
UVD 3 přidává podporu pro DivX a Xvid dekódování skrze MPEG-4 Par 2 a Blu-ray 3D skrze MVC.

### UVD 2.2
UVD 2.2 má přepracované rozhraní lokální paměti a rozšířenou podporu video formátů MPEG2, H.264 a VC-1. Přesto se mnohdy objevuje pod názvem UVD 2. Čip RV770 a RV730 mají speciální logickou jednotku pro hardware dekódování video formátů MPEG2, H.264 a VC-1 s 2 vlákny. UVD 2.2 je pouze malé vylepšení UVD 2.

### UVD 2
UVD 2 podporuje dekódování H.264, MPEG-4 AVC a VC-1 s vysokým datovým tokem, stejně dobře jako MPEG2 dekódování. Podporuje taky dekódování 2 vláken a režim obrazu v obrazu (Picture-in-Picture mode). Díky tomu je UVD2 plně kompatibilní s BD-Live.

### UVD/UVD+
UVD je založen na videoprocesoru ATI Xilleon a tvoří část grafického procesoru (GPU). Dekódování videa H.264/AVC a VC-1 je, podle tvrzení ATI, realizováno zcela prostřednictvím UVD. UVD je schopen dekódovat video kódované v H.264 při datovém toku až 40Mbit/s. Zajišťuje plynulé přehrávání videí na nosičích Blu-ray a HD-DVD v rozlišení až 1080p. Souvislé-adaptivní binární aritmetické kódování (CABAC) podporuje dekódování dvou datových toků, které by měly zajistit možnost funkce obraz v obraze (PiP).
Předcházející generace videoakceleračních bloků jako např. ATI Avivo a PureVideo (NVIDIA) zajišťovaly částečnou akceleraci VC-1 a H.264, přičemž část procesu zpracovávání videa byla realizována CPU. UVD rovněž obsahuje pokročilé funkce pro odstranění šumu (denoising), odstranění prokládání (deinterlacing) a změnu velikosti (rozlišení) videa (scaling/resizing). AMD říká, že blok UVD zaujímá v jádře GPU plochu pouze 4.7mm2 při výrobní technologii 65nm.

## Grafické čipy podporující UVD
| Verze UVD | Grafické jádro | Název produktu                                  |
| --------- | -------------- | ----------------------------------------------- |
| UVD 3     | RV970          | Radeon HD 6900                                  |
| UVD 3     | RV940          | Radeon HD 6800                                  |
| UVD 2.2   | RV870          | Radeon HD 5800 Radeon HD 5900                   |
| UVD 2.2   | RV840          | Radeon HD 5700                                  |
| UVD 2.2   | RV830          | Radeon HD 5600 Radeon HD 5500                   |
| UVD 2.2   | RV810          | Radeon HD 5400                                  |
| UVD 2.2   | RV740          | Radeon HD 4700                                  |
| UVD 2.2   | RV730          | Radeon HD 4600                                  |
| UVD 2.2   | RV710          | Radeon HD 4500 Radeon HD 4300                   |
| UVD 2.2   | M82            | Mobility Radeon HD 4500 Mobility Radeon HD 4300 |
| UVD 2     | RV790          | Radeon HD 4890                                  |
| UVD 2     | RV780          | Radeon HD 4800                                  |
| UVD 2     | R700           | Radeon HD 4800 X2                               |
| UVD 2     | RS880          | IGP Radeon HD 4200                              |
| UVD 2     | M98            | Mobility Radeon HD 4800                         |
| UVD 2     | M96            | Mobility Radeon HD 4600                         |
| UVD+      | RV670          | Radeon HD 3800                                  |
| UVD+      | RV635          | Radeon HD 3600                                  |
| UVD+      | RV620          | Radeon HD 3400                                  |
| UVD+      | M88            | Mobility Radeon HD 3800                         |
| UVD+      | M86            | Mobility Radeon HD 3600                         |
| UVD+      | M82            | Mobility Radeon HD 3400                         |
| UVD       | RV630          | Radeon HD 2600                                  |
| UVD       | RV610          | Radeon HD 2400                                  |
| UVD       | M76            | Mobility Radeon HD 2600                         |
| UVD       | M72            | Mobility Radeon HD 2400                         |
| UVD       | M71            | Mobility Radeon HD 2300                         |